# Calle Rosalía de Castro (Vigo)
La calle de Rosalía de Castro es una vía urbana de la ciudad española de Vigo. Comienza en la intersección de la calle Marqués de Valladares con la calle de Colón, y termina confluyendo en una rotonda con la calle de García Barbón. Tiene una longitud de 700 metros.

## Historia

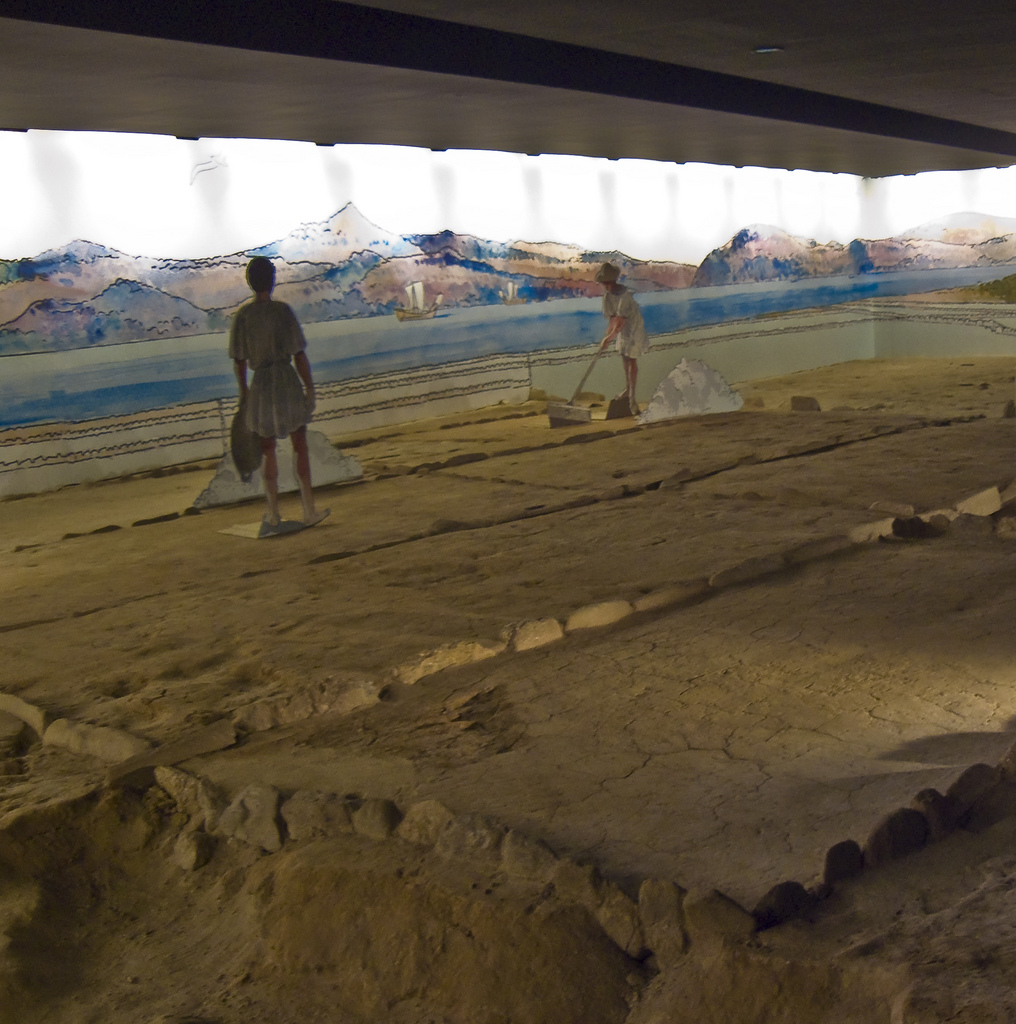
Salinas en el Centro Arqueológico de Salinae.

La calle de Rosalía de Castro es una vía relativamente reciente, proyectada a finales del siglo XX. No obstante, ya había sido proyectada a principios del siglo XX por Ramiro Pascual y Manuel Cominges.
Existen antecedentes de un camino que unía Vigo con Redondela donde actualmente está construida la calle Rosalía de Castro, lo que podríamos considerar su precursor. Se trataba de un camino que bordeaba el mar y en el que apenas había construcciones, salvo alguna vivienda de familias catalanas que se instalaron en la ciudad con el auge de la explotación conservera y de la sardina.
Finalmente, en 1989, se aprobó la conceptualización de la calle en el Plan Especial de Reforma Interior de Vigo (PERI). En 1993, con Carlos Príncipe como alcalde de la ciudad, se aprueba el Plan de Reordenación General Urbana de 1993 (PXOU93). Así, finalmente un año después, en 1994, comienza su construcción por tramos. En 1995 se inauguró un segundo tramo hasta la calle Oporto, y finalmente en 2011 se completó el último tramo hasta la rotonda de José García Barbón.
La calle está situada sobre un antiguo asentamiento romano, concretamente unas salinas, lo que obligó a modificar el proyecto original de la calle. Además, se creó un museo denominado Centro Arqueológico de Salinae. En 2006, en el transcurso de las obras de la calle, también se encontraron un ancla de piedra y varias piezas cerámicas.

## Toponimia
La calle recibe su nombre de la escritora gallega Rosalía de Castro.

## Morfología y urbanismo

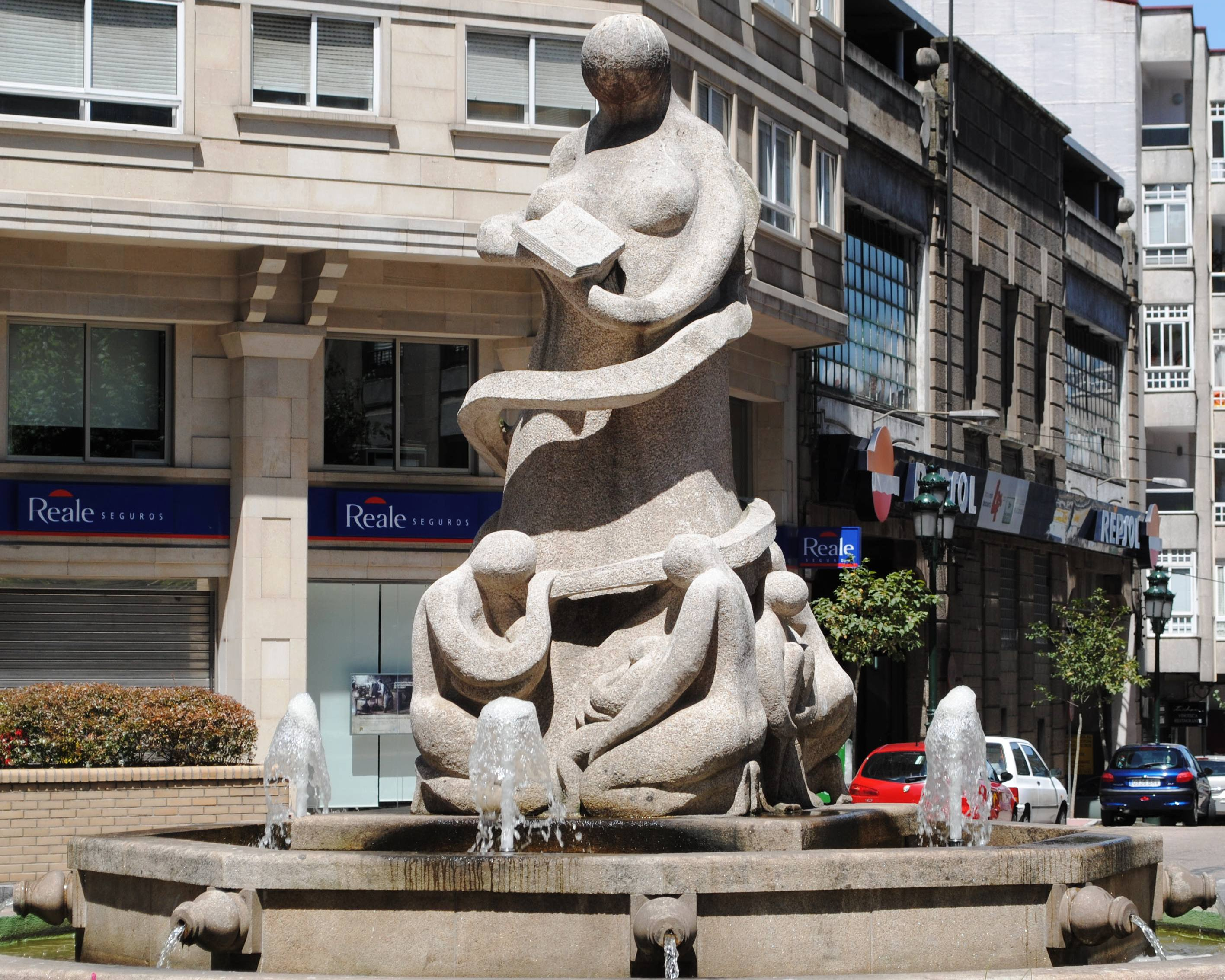

La calle tiene una longitud de 700 metros y cuenta con cuatro rotondas. Cada una de ellas tiene una estatua:
- Monumento a Rosalía de Castro.

- Olivo centenario. Instalado en 2015, procedente de la Sierra de Cádiz.

- Monumento Como chove miudiño, de Forcarei, que representa una gota de lluvia y que toma su nombre de un poema de Rosalía.

- Ciberfuente de Rosalía de Castro, con una pantalla LED instalada en 2017.

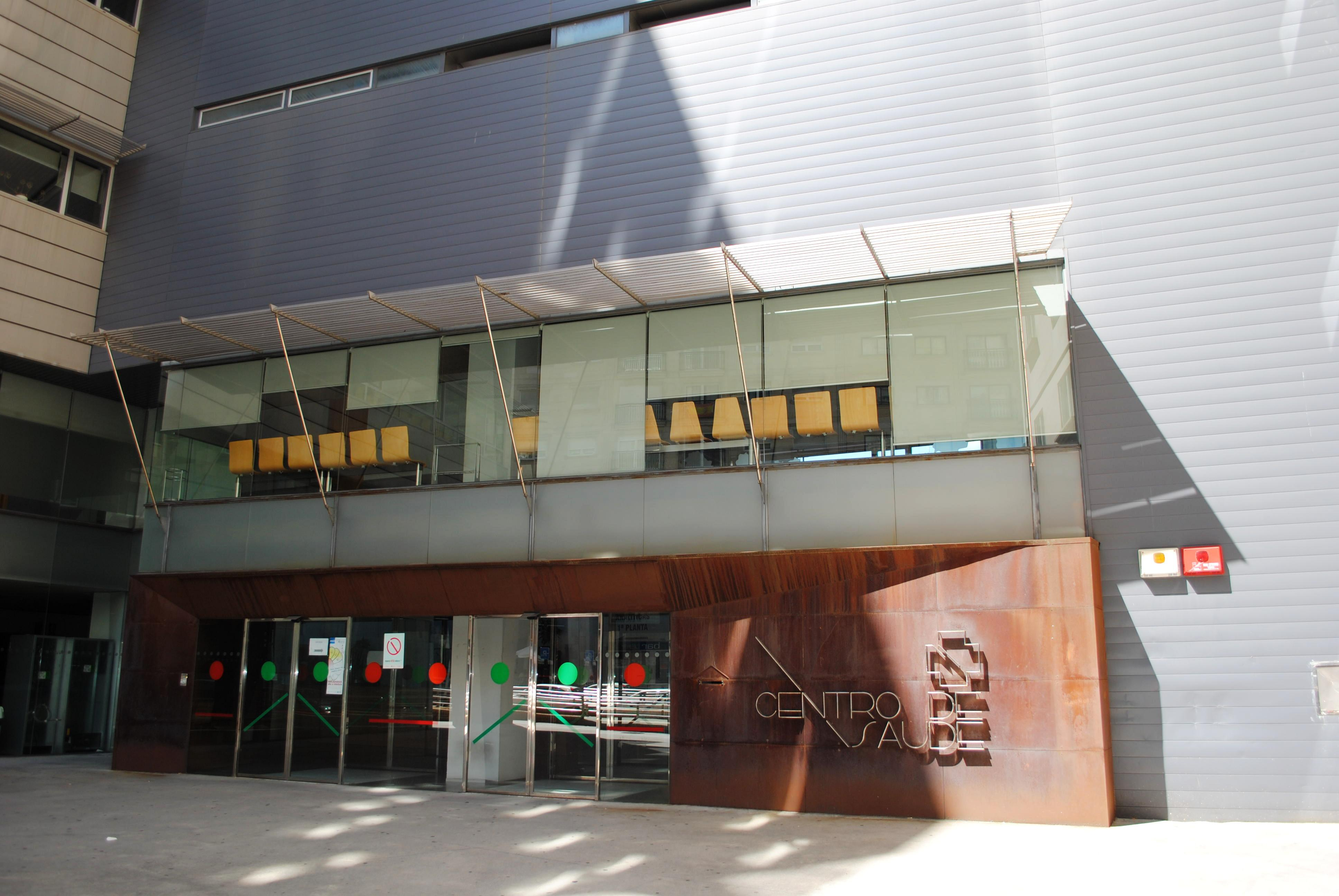
Centro de salud de la calle Rosalía de Castro.